# 저드슨 밀스
저드슨 밀스(Judson Mills, 1969년 5월 10일 ~ )는 미국의 배우, 텔레비전 배우, 영화배우, 성우이다.
워싱턴 D.C.에서 태어났다.

## 영화
- 세이빙 그레이스 (2007년)
- 프레지던트 맨 2 (2002년)
- 칠 팩터 (1999년) - 데니스 역
- 메이저 리그 3 (1998년)
- 티앤티 (1998년)
- 아메리칸 퍼펙트 (1997년)
- 에어 호크 (1997년)
- 더블 틴에이져 (1993년)
- 시티 레인져 (1993년)
- 레니게이드 (1992년)
- 애즈 더 월드 턴즈 (1956년)